# Прії
Прії (фр. Prilly) — місто  в Швейцарії в кантоні Во, округ Лозанна-Захід.

## Географія
Місто розташоване на відстані близько 80 км на південний захід від Берна, 3 км на захід від Лозанни.
Прії має площу 2,2 км², з яких на 82,2% дозволяється будівництво (житлове та будівництво доріг), 11% використовуються в сільськогосподарських цілях, 6,8% зайнято лісами, 0% не є продуктивними (річки, льодовики або гори).

## Демографія
2019 року в місті мешкало 12 413 осіб (+8,6% порівняно з 2010 роком), іноземців було 41,8%. Густота населення становила 5642 осіб/км².
За віковим діапазоном населення розподілялося таким чином: 19,6% — особи молодші 20 років, 62,6% — особи у віці 20—64 років, 17,8% — особи у віці 65 років та старші. Було 6122 помешкань (у середньому 2 особи в помешканні).
Із загальної кількості 6748 працюючих 11 було зайнятих в первинному секторі, 1245 — в обробній промисловості, 5492 — в галузі послуг.